# Poconchile
Poconchile (del aimara: puquñ chili ‘tipo de pastizal’) es una localidad ubicada en la comuna de Arica, Provincia de Arica, al extremo norte de la Región de Arica y Parinacota, en Chile. 
Es una localidad de origen preincaico emplazada en el valle de Lluta, en la ribera sur del río Lluta, bordeando los amplios cultivos de alfalfa (Medicago sativa). Fue posta de descanso en la ruta al altiplano andino y lugar de almacenamiento en las faenas del Ferrocarril Arica-La Paz.

## Iglesia de San Jerónimo
Tiene un patio cercado y un coronamiento. A sus espaldas, se encuentra el cementerio del caserío. Aquí se fundó la primera parroquia del Corregimiento de Arica en 1605. La iglesia es de adobe, del siglo XVII, con reconstrucción y con dos campanarios de madera agregados posteriormente. Su última restauración es de 2014. Fue declarada Monumento Nacional.

## Demografía
| Coordenadas                               | Localidad  | Categoría | Población (censo 2002) | Población masculina | Población femenina | Viviendas (censo 2002) |
| ----------------------------------------- | ---------- | --------- | ---------------------- | ------------------- | ------------------ | ---------------------- |
| 18°27′6″S 70°4′1″O / -18.45167, -70.06694 | Poconchile | Caserío   | 115                    | 62                  | 53                 | 47                     |

## Cultura
Las actividades y eventos más destacados:
- 19 de marzo: fiesta de San José.
- Agosto: fiesta del choclo.
- 30 de octubre: fiesta de San Jerónimo.